# Laspaúles
Laspaúles – gmina w Hiszpanii, w prowincji Huesca, w Aragonii, o powierzchni 81,75 km². W 2011 roku gmina liczyła 322 mieszkańców.